# Auriporia
Auriporia — рід грибів родини Fomitopsidaceae. Назва вперше опублікована 1973 року.

## Класифікація
До роду Auriporia відносять 4 види:
- Auriporia aurea
- Auriporia aurulenta
- Auriporia brasilica
- Auriporia pileata